# William Yabeun
William Yabeun, né le 15 février 1987 à Yaoundé, est un footballeur camerounais. Il évolue au poste d'attaquant.

## Biographie
Le 30 juin 2011, Yabeun signe un contrat de trois ans avec la JSM Béjaia dans le championnat d'Algérie, en remplacement de son compatriote Yannick N'Djeng. La saison suivante, il s'engage en faveur du WA Tlemcen.
Il joue un total de 30 matchs en première division algérienne, inscrivant quatre buts. Il participe également à la Ligue des champions d'Afrique.
Yabeun représente le Cameroun dans la catégorie des moins de 20 ans et moins de 23 ans.

## Palmarès
- Vice-champion d'Algérie en 2012 avec la JSM Béjaia